# Ararat (berg)
De Ararat (Turks: Ağrı Dağı, Armeens: Արարատ, Koerdisch: Çiyayê Agirî, Perzisch: آرارات, Hebreeuws: אררט) is met 5.137 meter de hoogste berg van Turkije en het Armeens Hoogland. De met eeuwige sneeuw bedekte vulkaan ligt in het oosten van het land, in de provincie Iğdır, dicht bij de grenzen met Iran en Armenië, en niet ver van Nachitsjevan (Azerbeidzjan). De Turkse naam Ağrı is afgeleid van het Koerdische woord Agirî dat "vurig" betekent, verwijzend naar het vulkanisme. De stad en provincie Ağrı, waar Iğdır eerder een onderdeel van was, dragen dezelfde naam. Sinds 2004 is de berg een Turks nationaal park met als naam Nationaal park Ağrı Dağı.
Naast de hoogste top van 5.137 meter heeft de berg een lagere top van 3.896 meter in het zuidoosten, die vanaf dezelfde basis omhoog rijst en Kleine Ararat of Mount Sis wordt genoemd. Armeniërs noemen de hoogste top soms Masis (Armeens: Մասիս).
De Ararat wordt door sommige christenen als een heilige berg beschouwd omdat volgens de Thora de ark van Noach op het gebergte van Ararat landde na het zakken van het water van de zondvloed. Sommigen die het Noachverhaal letterlijk nemen ontwaren een bootvorm in de Ararat-anomalie en veronderstellen een verband tussen deze opvallende geologische structuur en de ark.

## Geologie

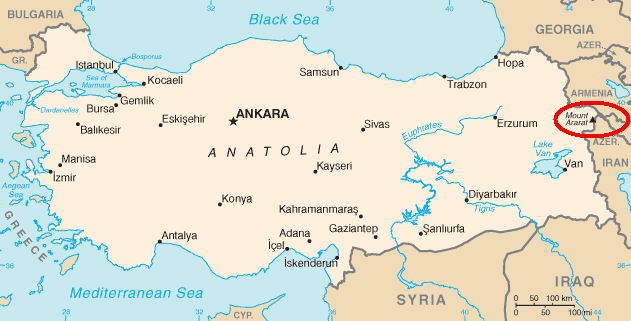
De locatie van de Ararat op een kaart van het huidige Turkije

Turkije ligt in een gebied met een complexe tektonische structuur. Het grootste deel van Turkije wordt gevormd door de Anatolische Plaat, die wordt ingeklemd tussen de Arabische Plaat in het zuiden, en de Euraziatische Plaat in het noorden en oosten. Anatolië beweegt ten opzichte van de Euraziatische plaat westwaarts. De Noord-Anatolische Breuk ten noorden van het Anatolische blok is een erg actieve sinistrale zijschuivingsbreuk. Geologen zijn het niet eens over de precieze bewegingen en de geologische activiteit van oostelijk Turkije (dat ook wel het Armeense Hoogland wordt genoemd) waar de berg Ararat zich bevindt.
De stratovulkaan Ararat is opgebouwd uit lagen lava en tufsteen. Archeologische expedities hebben de overblijfselen van aardverschuivingen en lavastromen gevonden. De Ararat vertoont geen vulkaankrater. Boven de 4200 meter is het grootste deel van het stollingsgesteente bedekt door een ijskap van ongeveer 44 km², die een maximale dikte van 90 meter heeft. Tussen de Grote Ararat en de Kleine Ararat strekt zich een lavaplateau uit. De basis van de Grote en Kleine Ararat heeft een oppervlakte van ongeveer 1000 km². Vanaf de top van de Grote Ararat loopt in noordoostelijke richting de Ahorakloof, een afgrond met een daling van totaal 1825 meter.
Na het ontstaan van de twee Araratvulkanen vonden er meerdere erupties op de flanken plaats, met als gevolg een grote hoeveelheid askegels en lavakoepels rondom de Grote Ararat en op de westelijke flank van Kleine Ararat. In een later stadium werden de grote pyroclastische kegels lager op de hellingen gevormd.
De vorming van de Ararat is geologisch moeilijk te achterhalen, maar het type vulkanisme en de positie van de vulkaan doet vermoeden dat bij het sluiten van de Tethysoceaan tijdens het Neogeen subductie-gerelateerd vulkanisme is opgetreden, zoals zich dat langs de plaatgrenzen van de Euraziatische en Afrikaanse en Arabische platen van Cabo de Gata tot aan de Kaukasus voordeed.

### Hoogte

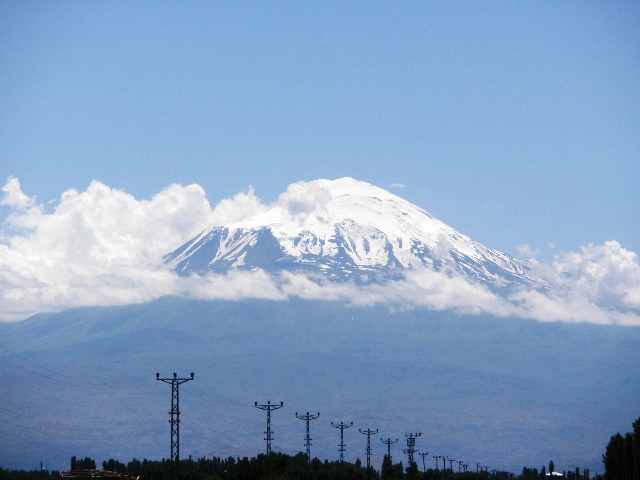
Ararat gezien vanuit Iğdır

In vergelijking met veel andere vulkanen is het hoogteverschil tussen de top van de Ararat en zijn omgeving zeer groot. De Ararat rijst 3500 meter boven het omliggende Anatolische hoogland uit en domineert de wijde omgeving. Over de precieze hoogte van de vulkaan lopen de meningen uiteen, sommige bronnen houden het op 5165 meter. Andere bronnen, waaronder Encyclopædia Britannica en de SRTM, gaan uit van een de iets geringere hoogte van 5137 meter en tonen aan dat deze hoogte meer accuraat is.

### Activiteit
Het is niet bekend wanneer de laatste uitbarsting van de Ararat plaatsvond, er zijn geen historische of recente waarnemingen van grootschalige activiteit vastgelegd. De laatste eruptie zal ergens in de laatste 10.000 jaar hebben plaatsgevonden. Het lijkt erop dat de Ararat actief was in het derde millennium voor Christus; onder de pyroclastische stromen heeft men artefacten uit de vroege Bronstijd gevonden, evenals de overblijfselen van menselijke lichamen.
Wel is bekend dat Ararat in juli 1840 werd opgeschud door een grote aardbeving, waarvan de effecten het grootst waren in de omgeving van de Ahorakloof. Een onstabiel deel van de noordelijke helling stortte in en hierbij werden een kapel, een klooster en een dorp onder het puin bedolven. Volgens sommige bronnen is Ararat toen ook uitgebarsten, zij het onder de grondwaterspiegel.

## Symboliek

### Bijbelse betekenis

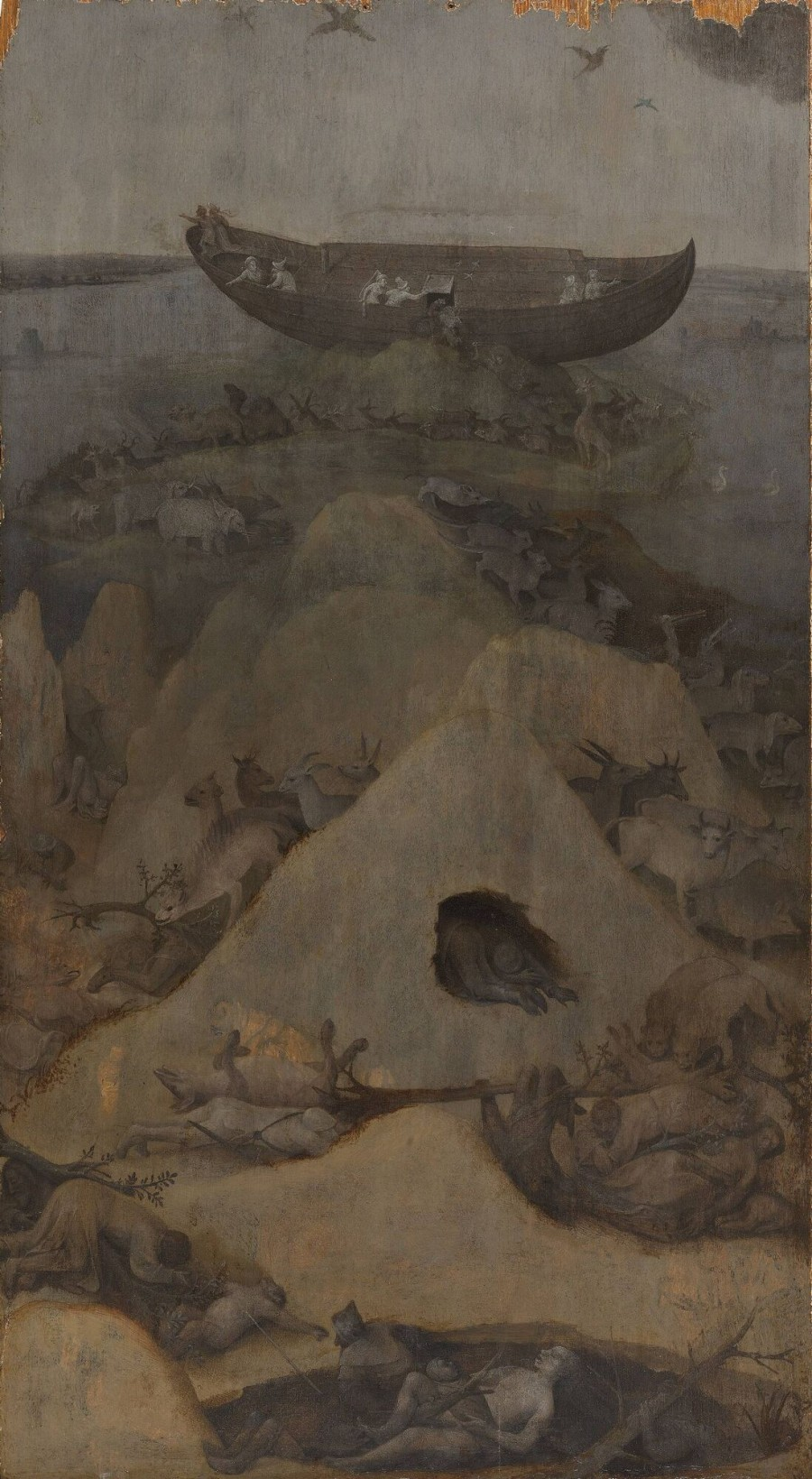
De zondvloed (± 1514) door Hieronymus Bosch

Sommige gelovigen beschouwen de Ararat als een heilige berg, omdat volgens de Hebreeuwse Bijbel de ark van Noach landde op de berg Ararat, toen het water van de zondvloed zakte:. De letterlijke tekst luidt: 
Op de zeventiende dag van de zevende maand liep de ark vast op het Araratgebergte. Het water zakte voortdurend verder, en op de eerste dag van de tiende maand werden de toppen van de bergen zichtbaar.
De term die de Hebreeuwse Bijbel hier gebruikt voor "het Araratgebergte" is het Hebreeuwse הָרֵי אֲרָרָט, hare ararat en betekent letterlijk "de bergen van Ararat". De consensus onder historici en bijbelwetenschappers is dat "Ararat" de Hebreeuwse naam was van Urartu, de geografische voorloper van Armenië. Het woord duidde in die tijd waarschijnlijk een groter gebied aan en zeker niet specifiek de berg Ararat. Pas veel later werd de hoogste berg van het gebergte, die de Armeniërs "Masis" (Armeens: Մասիս) noemden, "de Ararat" genoemd en in het westers christendom algemeen beschouwd als de plaats waar de ark van Noach landde en mogelijk nog lag.

#### Ararat-anomalie
Vanuit veelal fundamentalistisch christelijke en creationistische kringen wordt het verhaal van de zondvloed letterlijk genomen. Diverse archeologische expedities zijn dan ook georganiseerd om overblijfselen van de Ark van Noach op de berg te vinden. Met Ararat-anomalie wordt een deel van de Ararat aangeduid; een opvallende structuur in de noordwestelijke hoek van het westelijke plateau. Voorstanders van het idee dat de Ark op de berg ligt, worden gesteund door de waarnemingen van bootachtige structuren. Dergelijke vormen op luchtfoto's veroorzaakten opschudding in de jaren 50 van de 20e eeuw. Er werden in 1949 voor het eerst foto's van gemaakt door de Amerikaanse luchtmacht. Omdat het gebied op Turks-Russische grens lag, kreeg het militaire aandacht en werd het als geheim geclassificeerd.
Zes afbeeldingen werden er onder de Freedom of Information Act in 1955 vrijgeven aan Porcher Taylor. Taylor was een professor aan de Universiteit van Richmond in Virginia en was gespecialiseerd in satellietobservatie en diplomatie. Op deze foto's is de Ararat-anomalie voor het eerst te zien. Later zijn er ook nog beelden gemaakt van de anomalie door de IKONOS-satelliet, de SPOT van de Franse ruimtevaartorganisatie CNES en de KH-9-satelliet van de CIA.
De anomalie ligt op een hoogte van ongeveer 1980 meter, 2,2 kilometer ten westen van de top. Uit foto's blijkt dat de structuur op de rand van een steil aflopende helling ligt. Volgens sommige bronnen zouden de (op een schip lijkende) structuren de overblijfselen van Noachs ark zijn. Uit satellietbeelden is af te leiden dat de vermeende ark ongeveer 310 meter lang is - zo groot als de hedendaagse vliegdekschepen.
De structuur die uit de lucht op een schip lijkt, blijkt op de grond een geologische structuur die wordt veroorzaakt door een pareidolie in gesteentelagen.
Volgens de Defense Intelligence Agency (DIA) zijn er lineaire zijdes te onderscheiden in het gletsjerijs onder de sneeuw en sluiten ze niet uit dat deze door mensen gemaakt zouden kunnen zijn.

### Armenië

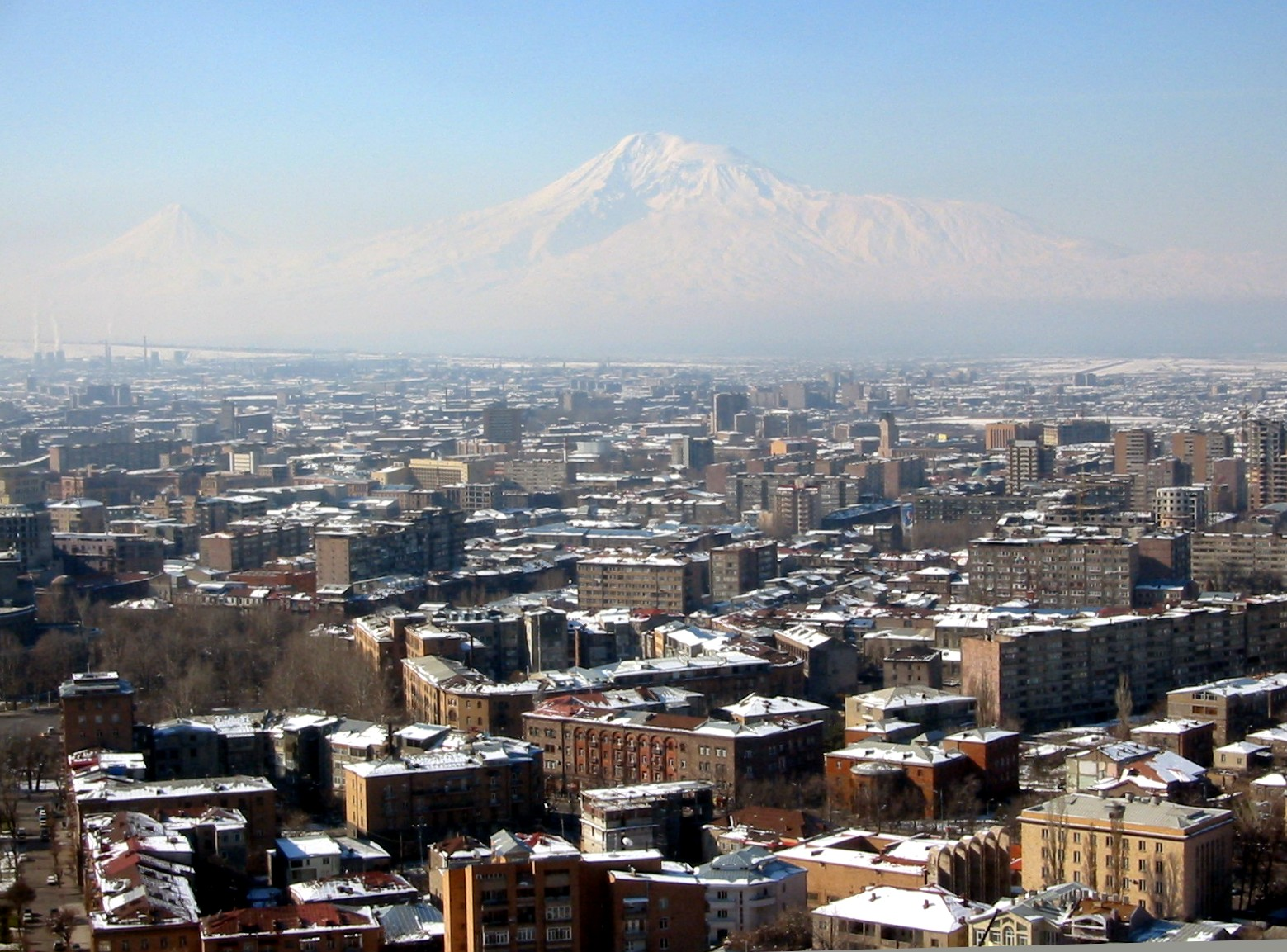
Jerevan, met op de achtergrond de Ararat

Het Armeense volk ziet al sinds vroeger tijden met eerbied op naar de Ararat als een spiritueel vaderland. Vandaag de dag is de berg het nationaal symbool van Armenië en staat tevens in het wapenschild van dit land. In de hoofdstad Jerevan en vanuit veel andere plaatsen in Armenië zijn de twee toppen van de Ararat te aanschouwen. Armeense kunstenaars beelden de Ararat af in onder andere schilderijen, gravures en backgammonborden.
|                        |                   |                   |              |
| Republiek Armenië 1918 | Armeense SSR 1922 | Armeense SSR 1977 | Armenië 1992 |

## Ararat op bankbiljetten

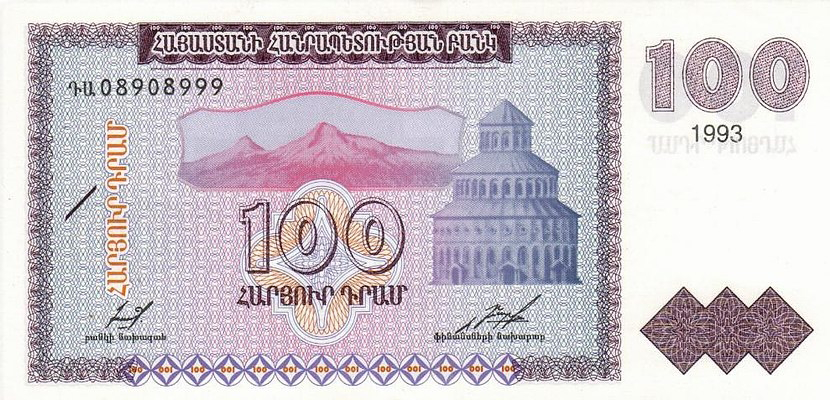
Armeense dram
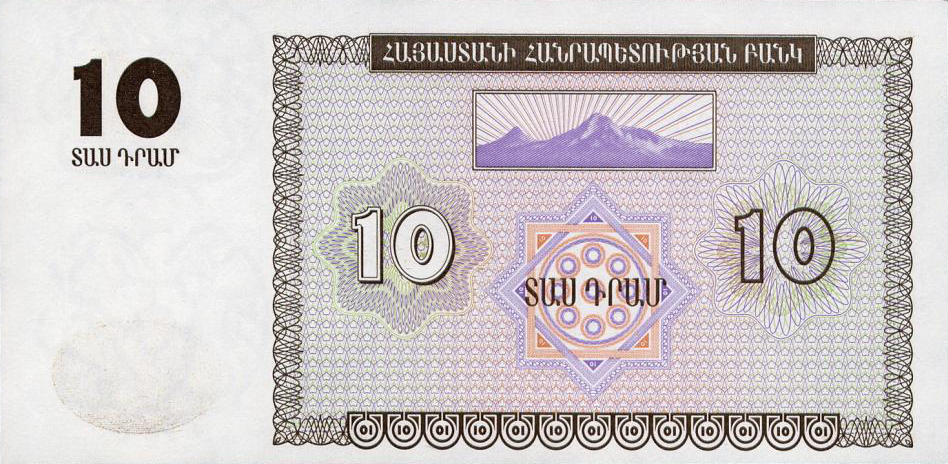
Armeense dram
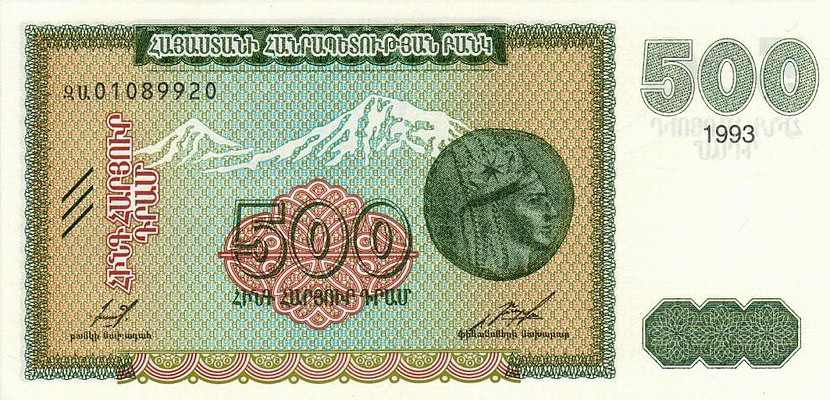
Armeense dram
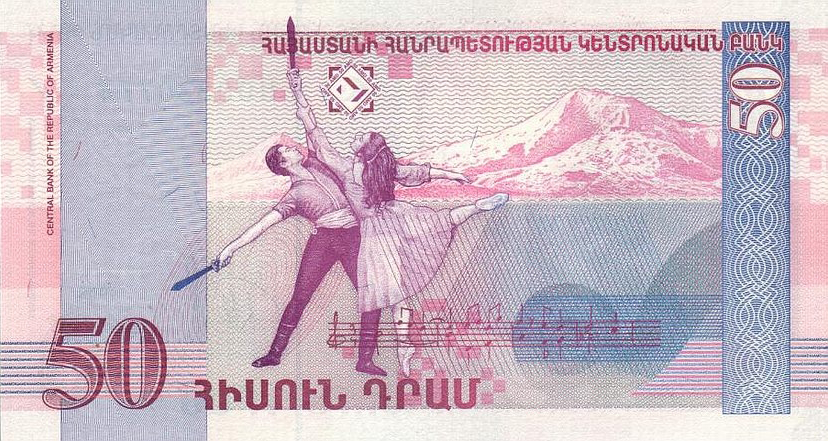
Armeense dram
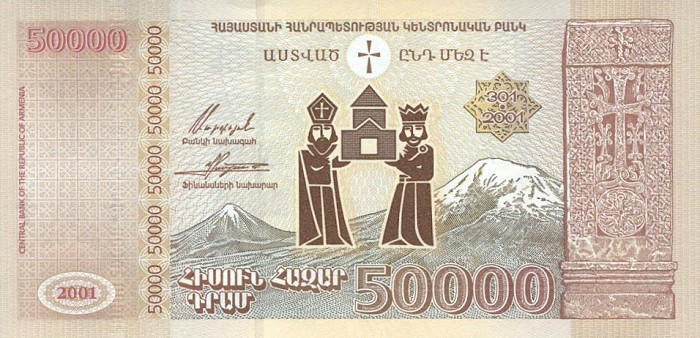
Armeense dram
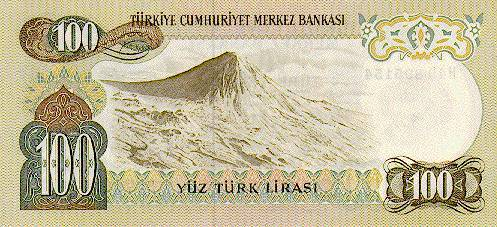
Turkse lira(1972-1986)

## Beklimming
Voor zover bekend werd de Ararat voor het eerst beklommen in 1829 door de Duitse onderzoeker Friedrich Parrot. De Ararat is het beste te beklimmen in de nazomer, in de periode van juli tot en met september. Het is voor buitenlandse bergbeklimmers moeilijk om van de Turkse autoriteiten toestemming te krijgen voor de beklimming.
De zuidelijke route is de enige toegestane, alhoewel er tevens goede routes op de oostelijke helling liggen. De klim is lang, maar vanuit het zuiden is de route relatief makkelijk als men gebruikmaakt van stijgijzers en pickels. Bergbeklimmers doen er meestal drie dagen over om de top te bereiken, terwijl de terugweg meestal in één dag wordt afgelegd. Kampen worden ingericht op twee specifieke locaties op de helling, die zich op hoogtes van 3200 meter en 4200 meter bevinden. Muilezels dragen het voedsel vanaf het startpunt - een verlaten dorpje met de naam Elikoyu - naar het eerste kamp. Een groot deel van de route loopt over een bergkam. Zo wordt de Ulkergletsjer vermeden die door de kloven in de diepte schuift. Het rotsachtige pad is duidelijk gemarkeerd. Boven de 5000 meter liggen de permanente ijsvelden, waar goed klimmateriaal (stijgijzers, pickels en touwen) onontbeerlijk is. Via een lange bergkam bereikt men de top, die weinig meer is dan een afgeronde heuvel die gemarkeerd wordt door steenmannetjes.

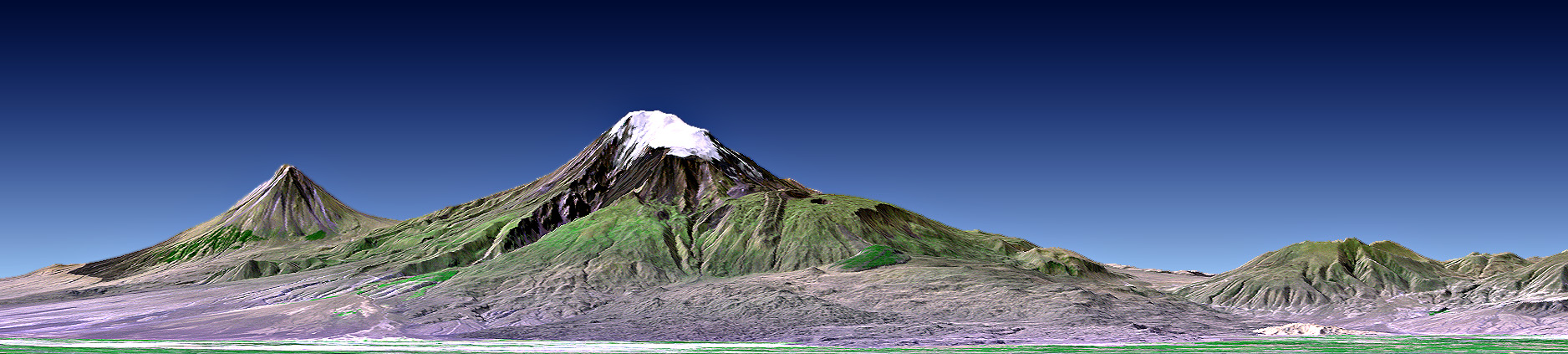
De beide pieken van Ararat weergegeven in een driedimensionaal model van de regio, gezien vanuit het noorden.

## De Ararat in de westerse cultuur

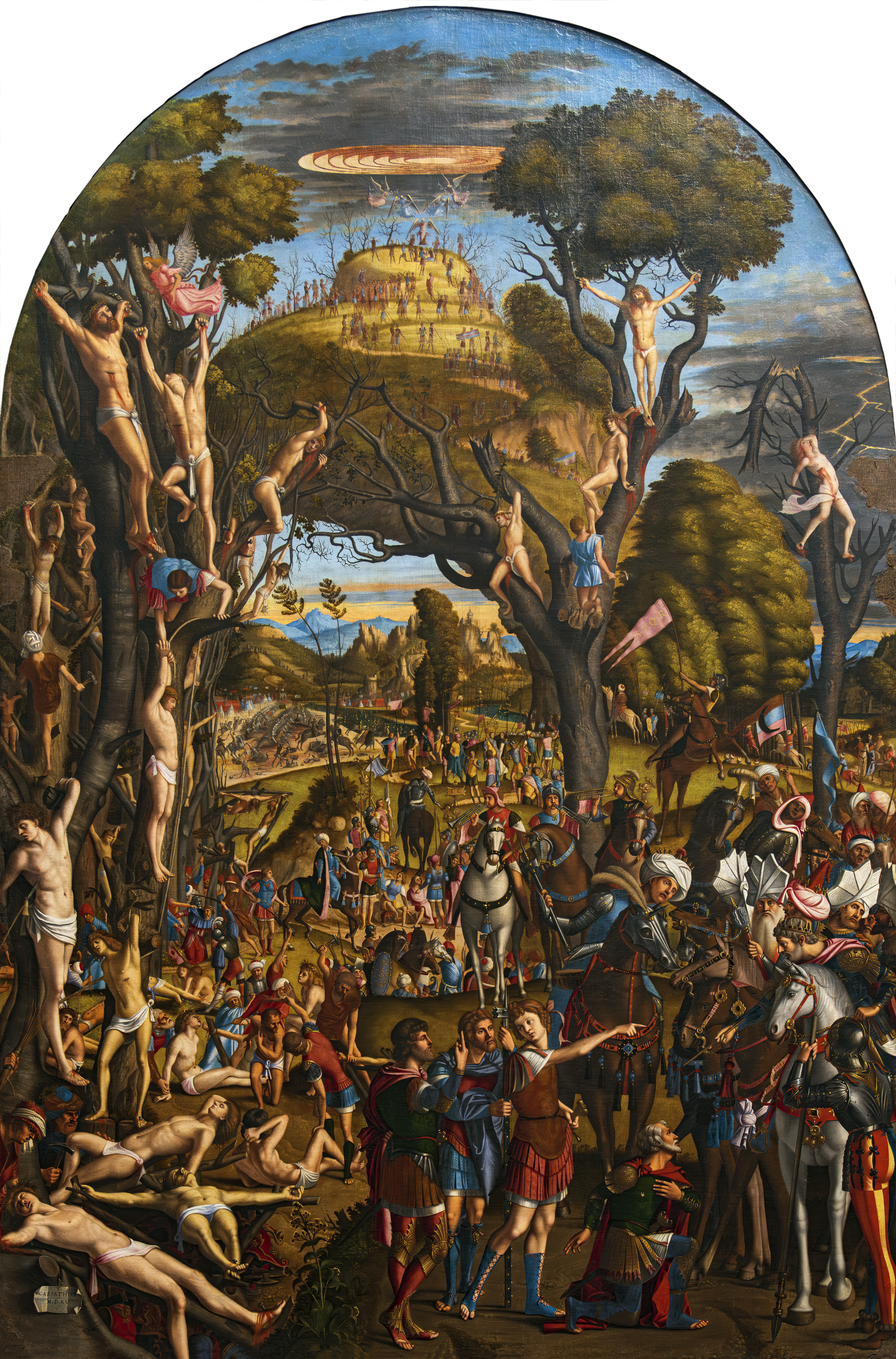
De Tienduizend Martelaren van Ararat van de Italiaanse schilder Vittore Carpaccio

De tienduizend martelaren van de Ararat waren, volgens een middeleeuwse legende, Romeinse soldaten die zich onder leiding van de heilige Acacius bekeerden tot het christendom en daarom op bevel van de Romeinse keizer werden gekruisigd op de berg Ararat. De martelaren worden herdacht door de Rooms-Katholieke Kerk maar - ondanks de ligging van de Ararat - niet door de oosters-katholieke kerken of de Armeens-Apostolische Kerk. Het wordt over het algemeen aangenomen dat de kruisiging niet in werkelijkheid heeft plaatsgevonden.
Ondanks dat het verhaal twijfelachtig is was het onderwerp erg populair tijdens de Italiaanse renaissance. Zo maakte de Venitiaanse schilder Vittore Carpaccio het schilderij "De Tienduizend Martelaren van Ararat".
In 2002 verscheen de film Ararat, een hedendaags verhaal over het maken van een historisch drama over de Armeense genocide tussen 1915 en 1918, en hoe dit het leven verandert van een 18-jarige man die ingehuurd is als chauffeur tijdens de productie.